# Choroby zwierząt
Choroby zwierząt, podobnie jak choroby ludzi, mogą mieć różną etiologię, od zakaźnych, wirusowych począwszy, a na zwyrodnieniowych czy autoagresyjnych skończywszy. Większość chorób zwierzęcych jest ściśle przypisana do jakiegoś taksonu, istnieją jednak również takie, które łatwo przenoszą się między grupami zwierząt. Zdarza się, że niektóre z tych chorób atakują człowieka, zwane są wówczas zoonozami. W Polsce zgodnie z Ustawą o ochronie zwierząt oraz Ustawą o zawodzie lekarza weterynarii i izbach lekarsko-weterynaryjnych jedyną osobą uprawnioną do leczenia i zwalczania chorób zwierząt jest lekarz weterynarii.

## Choroby zwierząt
- albinizm
- nosówka
- parwowiroza psów
- wścieklizna
- toksoplazmoza
- dychawica świszcząca
- gruda
- sarkoidy u koni
- zołzy
- ochwat
- tężec
- pryszczyca
- wąglik
- choroby ryb akwariowych

## Choroby zwalczane z urzędu
Według ustawy z dnia 11 marca 2004 r. o ochronie zdrowia zwierząt oraz zwalczaniu chorób zakaźnych zwierząt, z urzędu zwalczane są:
- pryszczyca
- pęcherzykowe zapalenie jamy ustnej (Vesicular stomatitis)
- choroba pęcherzykowa świń (Swine vesicular disease – SVD)
- księgosusz (Rinderpest)
- pomór małych przeżuwaczy (Peste des petits ruminants – PPR)
- zaraza płucna bydła (Contagious bovine pleuropneumonia – CBPP)
- choroba guzowatej skóry bydła (Lumpy skin disease – LSD)
- gorączka doliny Rift (Rift valley fever)
- choroba niebieskiego języka (Bluetongue)
- ospa owiec i ospa kóz (Sheep pox and goat pox)
- afrykański pomór koni (African horse sickness)
- afrykański pomór świń (African swine fever – ASF)
- klasyczny pomór świń (Clasical swine fever – CSF, Hog cholera)
- grypa ptaków (Avian influenza)
- rzekomy pomór drobiu (Newcastle disease – ND)
- wścieklizna (Rabies)
- wąglik (Anthrax)
- gruźlica bydła (Bovine tuberculosis)
- bruceloza u bydła, kóz, owiec i świń (B. abortus, B. melitensis, B. suis)
- enzootyczna białaczka bydła (Enzootic bovine leucosis – EBL)
- przenośne gąbczaste encefalopatie przeżuwaczy (Transmissible spongiform encephalopathies of ruminants – TSE)
- zgnilec amerykański pszczół (American foulbrood)
- zakaźna martwica układu krwiotwórczego ryb łososiowatych (Infectious haematopoietic necrosis – IHN)
- zakaźna anemia łososi (Infectious salmon anaemia – ISA)
- wirusowa posocznica krwotoczna (Viral haemorrhagic septicaemia – VHS)
- krwotoczna choroba zwierzyny płowej (Epizootic haemorrhagic disease of deer – EHD)
- bonamioza (Bonamia ostreae)
- marteilioza (Marteilia refringens)
- bonamioza (Bonamia exitiosa)
- perkinsoza (Perkinsus marinus)
- mikrocytoza (Microcytos mackini)
- zespół Taura (Taura syndrome)
- choroba żółtej głowy (Yellowhead disease)
- zespół WSS (White Spot Syndrome)
- zakażenie herpeswirusem koi (Koi herpes virus – KHV)
- epizootyczna martwica układu krwiotwórczego (Epizootic haematopoietic necrosis – EHN)